# Buick Envista
La Buick Envista è un'autovettura di tipo crossover SUV prodotta dalla casa automobilistica statunitense Buick dal 2022.
Sviluppata e progettata per il mercato cinese, è stata presentata nell'agosto 2022 al salone di Chengdu e viene prodotta in joint venture dalla SAIC in Cina.

## Descrizione

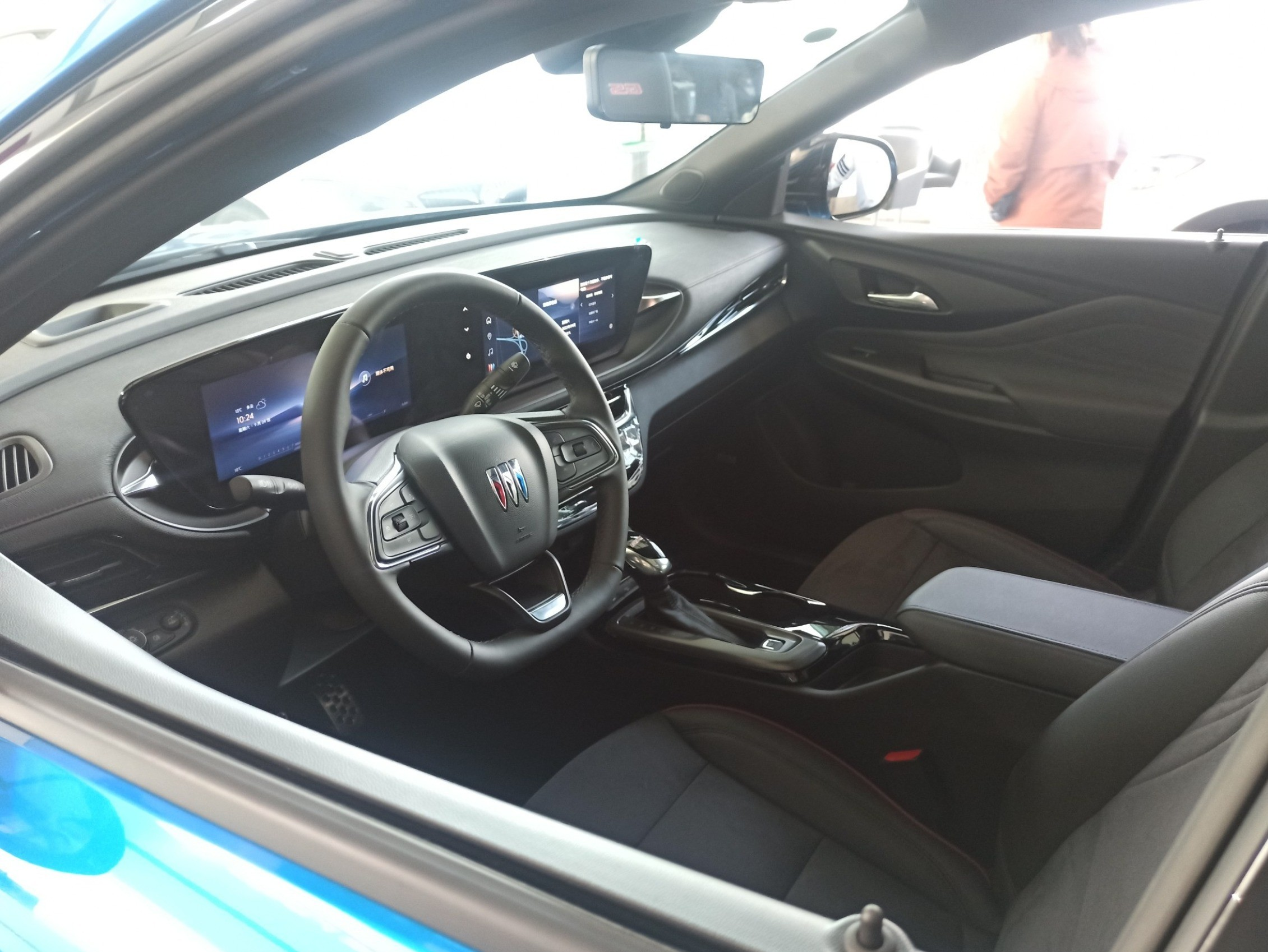
Interni

La Envista, realizzata sulla piattaforma VSS-F della GM e condivisa con la Chevrolet Seeker, è un crossover SUV di medie dimensioni ed è equipaggiata con un motore a quattro cilindri in linea da 1,5 litri (1498 cm³)
turbocompresso che produce 135 kW (184 CV) a 5500 giri/min una coppia di 250 Nm tra 1500-5000 giri. La vettura accelera da 0 a 100 km/h in 7,9 secondi e raggiunge una velocità massima di 205 km/h.
Il cambio è un automatico a variazione continua, che scarica la potenza del motore attraverso in sistema a trazione anteriore.
L'interno dell'Envista presenta un cruscotto con due schermi da 10,3 pollici, uno per il quadro strumenti digitale e un'altra come touchscreen nella console centrale per l'infotainment.